# Nederland op het Junior Eurovisiesongfestival 2019
Nederland nam deel aan het Junior Eurovisiesongfestival 2019 in Gliwice, Polen. Het was de zeventiende deelname van het land aan het Junior Eurovisiesongfestival. De AVROTROS was verantwoordelijk voor de Nederlandse bijdrage.

## Selectieproces
Ook dit jaar koos Nederland ervoor om diens artiest te verkiezen via het Junior Songfestival. Het format bleef ongewijzigd in vergelijking met de voorbije editie. Er was een liveuitzending op 28 september 2019 waarin de artiest en het lied geselecteerd werden. Vier acts namen deel aan de finale. In de vakjury zetelden Kaj van der Voort, Tabitha en Edsilia Rombley.
| Plaats | Artiest       | Lied           | Kinderjury | Vakjury | Publiek | Totaal |
| ------ | ------------- | -------------- | ---------- | ------- | ------- | ------ |
| 1      | Matheu Hinzen | Dans met jou   | 12         | 12      | 12      | 36     |
| 2      | 6Times        | End of time    | 8          | 10      | 10      | 28     |
| 3      | Moves         | Make your move | 10         | 8       | 9       | 27     |
| 4      | Mannes Bakker | Let me sing    | 9          | 9       | 8       | 26     |

## In Gliwice
Matheu was als veertiende van negentien acts aan de beurt, net na Sofia Ivanko uit Oekraïne en gevolgd door Karina Ignatyan uit Armenië. Nederland eindigde uiteindelijk op de vierde plaats, met 186 punten. 105 punten daarvan waren afkomstig van de vakjury's en de overige 81 van de televoting.

### Gekregen punten
| 12 punten                                    | 10 punten                   | 8 punten | 7 punten   | 6 punten          |
| -------------------------------------------- | --------------------------- | -------- | ---------- | ----------------- |
| - Armenië - Australië - Frankrijk - Portugal | - Albanië - Spanje          |          |            | - Ierland - Polen |
| 5 punten                                     | 4 punten                    | 3 punten | 2 punten   | 1 punt            |
| - Georgië - Italië - Malta                   | - Noord-Macedonië - Rusland |          | - Oekraïne |                   |